# Ainval
Ainval est une ancienne commune française du département de la Somme. 
En 1829, la commune fusionne avec Septoutre pour former la nouvelle commune d'Ainval-Septoutre.

## Démographie
| 1793 | 1800 | 1806 | 1821 |
| ---- | ---- | ---- | ---- |
| 183  | 154  | 166  | 155  |